# Vicente Egido Bolao
Vicente Egido Bolao (Villares de la Reina, Castella i Lleó, 22 de març de 1947) és un atleta especialitzat en curses de mig fons i cros.
Resident a Catalunya des de jove, després d'haver esta membre de la U. D. Salamanca, el 1968 s'incorporà al FC Barcelona. Guanyà el Campionat d'Espanya de 3.000 metres obstacles en tres ocasions, els anys 1969, 1971 i 1973, i el Campionat de Catalunya en quatre, els anys 1968, 1969, 1971 i 1974. També guanyà el Campionat de Catalunya de cros individual i per equips quatre vegades, el 1971, 1973, 1974 i 1975. L'any 1973 baté el rècord d’Espanya de 3.000 metres obstacles i rebaixà el rècord català en sis ocasions, la darrera el 1975. El 1975 baté el rècord català de 5.000 metres i 10.000 metres. Fou divuit vegades internacional amb la selecció espanyola.
Després de la seva activitat com a atleta professional del F.C. Barcelona, ha continuat lligat a aquest club com a Director Tècnic de la seva secció d'Atletisme. També ha exercit com a Assessor Tècnic del Club d'Atletisme Despí. Egido fou l'entrenador de la destacada atleta del F.C. Barcelona Jacqueline Martín Álvarez, especialista en curses de mig fons i cros.

## Palmarés[6][4]
- 3r Campionat d'Espanya junior en 1.500 metres obstacles, 1965.
- 1r Campionat d'Espanya junior en 1.500 metres obstacles, 1966.
- 1r Campionat d'Espanya de cros, 1967.
- 1r Campionat de Catalunya de 3.000 metres obstacles, 1968.
- 1r Campionat de Catalunya de 3.000 metres obstacles, 1969.
- 1r Campionat de Catalunya de 5.000 metres, 1969.
- 1r Campionat d'Espanya de 3.000 metres obstacles, 1969.
- 1r Campionat Provincial de cros, 1971.
- 1r Campionat de Catalunya de 3.000 metres obstacles, 1971.
- 1r Campionat d'Espanya de 3.000 metres obstacles, 1971.
- 1r Campionat de Catalunya de 3.000 metres obstacles, 1972.
- 1r Campionat de Catalunya de 1.500 metres, 1972.
- 1r Campionat d'Espanya de 3.000 metres obstacles, 1972.
- 1r Campionat de Barcelona de cros, 1972.
- 1r Campionat de Catalunya de cros, 1972.
- 1r Campionat de Catalunya de cros, 1974.
- 1r Copa d'Europa de Clubs, 1974.
- 1r Campionat de Catalunya de cros, 1975.
- 1r Campionat Provincial de cros, 1975.
- 2n Campionat d'Espanya de cros, 1975.
- 3r Campionats Iberoamericans en 5.000 metres.

## Millors Marques[6][4]
- 3'47" en 1.500 metres.
- 8'06" en 3.000 metres.
- 13'53" en 5.000 metres.
- 4'10" en 1.500 metros obstacles.
- 8'30" en 3.000 metres obstacles.
- 2h.32' en Marató.